# 刘广 (营侯)
刘广（？—前154年），营平侯刘信都子，齐悼惠王刘肥孙，汉高祖曾孙。漢文帝前元十四年乙亥（公園前166年）继承其父为营侯。漢景帝前元三年丁亥（公元前154年），因参与七国之乱，伏诛，国除。